# Triphyllozoon separatum
Triphyllozoon separatum är en mossdjursart som beskrevs av Harmer 1934. Triphyllozoon separatum ingår i släktet Triphyllozoon och familjen Phidoloporidae. Inga underarter finns listade i Catalogue of Life.